# Lọc nước bằng vật liệu đồng kẽm
Lọc nước bằng vật liệu đồng kẽm (KDF): KDF là viết tắt của Kinetic degradation fluxion, là loại vật liệu xử lý nước mà thành phần là sự kết hợp của đồng và kẽm, để khi tiếp xúc với nước sẽ tạo ra phản ứng điện hóa. Trong phản ứng này, Kẽm (Zn) hoạt động như một điện cực dương còn Đồng (Cu) hoạt động như một điện cực âm. Các ion phân ly từ các chất ô nhiễm trong nước được loại bỏ bằng quá trình trao đổi ion (phản ứng oxy hóa khử), và chuyển thành các hợp chất vô hại. Chẳng hạn như quá trình khử clo dư và các hợp chất clo trong nước, ion Clo được chuyển đổi thành chloride lành tính, hòa tan trong nước. Tương tự như vậy, một số kim loại nặng như đồng, chì, thủy ngân, arsen..., tiếp xúc với bề mặt của vật liệu lọc sẽ được loại bỏ hiệu quả ra khỏi nước. Phản ứng oxy hóa khử này cũng tạo ra một điện thế khoảng 300 mV, có thể có tác dụng ức chế sự sinh trưởng, phát triển của các vi sinh vật trong nước, bên cạnh việc hình thành các gốc hydroxyl trong suốt quá trình phản ứng.
Vật liệu lọc KDF không giúp tiêu diệt triệt để các vi sinh vật và kháng sinh, cũng như hiệu quả xử lý các hợp chất hữu cơ trong nước không cao, đặc biệt là thành phần thuốc trừ sâu phosphat hữu cơ nên KDF cần thiết phải có sự kết hợp với than hoạt tính để khắc phục hiện trạng này, và cũng hỗ trợ kéo dài tuổi thọ của than hoạt tính.

## Hóa học
Trong quá trình lọc, kẽm đóng vai trò là cực dương và đồng là cực âm trong tế bào điện phân. Các chất gây ô nhiễm ion được loại bỏ bằng cách trao đổi điện tử (phản ứng oxy hóa khử), trong đó chúng được chuyển đổi thành dạng trơ sinh lý hơn. Phản ứng oxy hóa khử này tạo ra điện thế khoảng 300mV, có thể chịu trách nhiệm cho tác dụng kháng khuẩn một phần, cùng với các gốc hydroxyl hình thành trong quá trình.

## Thông số kỹ thuật
Quá trình này có thể loại bỏ clo, hydro sulfide, kim loại nặng, sắt và có thể làm giảm một số chất gây ô nhiễm vô cơ. Bộ lọc cũng ức chế sự phát triển của tảo, nấm và vi khuẩn ở một mức độ nào đó. Công nghệ lọc KDF đã được ứng dụng khá phổ biến trong xử lý nước cấp đô thị, và xử lý nước thải y tế và nha khoa, cũng như cho nước thải công nghiệp. Các sản phẩm xử lý nước sử dụng công nghệ KDF có thể là các máy lọc nước tại một điểm sử dụng (POU - point of use) (tại chậu rửa, tại vòi nước hoặc tại vòi sen...) hoặc cũng thể là sản phẩm xử lý nước cho toàn bộ tòa nhà tại vị trí nước tổng vào tòa nhà
Một trong những phương pháp thương mại được mô tả trước đây để lọc nước bằng hợp kim đồng kẽm là thông qua môi trường từ thông suy thoái động học (KDF/ KDF55/ KDF88), một sản phẩm bao gồm các kim loại đồng và kẽm đã được hoạt hóa với tỷ lệ khác nhau của hợp kim kẽm và đồng. Nó được phát triển vào năm 1984 và được cấp bằng sáng chế bởi Don Heskett vào năm 1987. Một giá thể truyền thống thay thế KDF là một lưới kim loại mịn tương tự như sợi thép siêu mịn.
KDF được chứng nhận theo Tiêu chuẩn quốc tế 61 của NSF cho các ứng dụng dùng trong các nhà máy xử lý nước, và tiêu chuẩn NSF 2010 cho các đơn vị xử lý nước uống. Một báo cáo năm 2005 của Bộ Y tế và Dịch vụ Nhân sinh Hoa Kỳ cho thấy, trong điều kiện hoạt động bình thường, việc xử lý nước ngầm bị ô nhiễm ở khu vực Brook Brook bao gồm KDF và lọc than hoạt tính đã loại bỏ các hợp chất hữu cơ dễ bay hơi và thủy ngân tới tiêu chuẩn cho phép, phù hợp với tiêu chuẩn nước uống Tới nay, một số hãng lọc nước cao cấp của Mỹ (Pentair, Paragon Water) công bố sử dụng vật liệu KDF trên lõi lọc nhằm tăng cường khả năng loại bỏ kim loại nặng và Clo trong nước.

### Hạn chế
Lọc nước bằng vật liệu KDF không đạt hiệu suất cao trong việc xử lý các thành phần chất hữu cơ, các thành phần thuốc trừ sâu và cũng không hiệu quả đối với một số tổ chức vi sinh vật như các u nang ký sinh của giardia hoặc cryptosporidium. và phải được sục rửa định kỳ bằng nước nóng để làm sạch chúng. Nước thải ra từ quá trình sục rửa vật liệu lọc có thể dẫn đến ô nhiễm cho nguồn tiếp nhận. Cơ quan Bảo vệ Môi trường Hoa Kỳ phát hiện ra rằng lọc nước bằng đồng kẽm có thể loại bỏ thủy ngân khỏi nước bị ô nhiễm, nhưng chỉ ở nồng độ thấp, và khuyến nghị rằng đối với nước bị ô nhiễm cao, các quy trình khác nên được sử dụng.
Do tác dụng ức chế vi sinh vật của chúng, các thiết bị lọc nước bằng KDF được EPA coi là "thuốc sát trùng". Tuy nhiên, bác sĩ của Stanford, Paul Auerbach khuyến cáo không nên sử dụng chúng như một phương pháp xử lý nước diệt khuẩn duy nhất và ông không bao gồm chúng trong số các phương pháp khử trùng protozoal được đề nghị ở cả các thiết bị lọc tổng và các thiết bị lọc tại điểm sử dụng. Một báo cáo của Cơ quan Bảo vệ Môi trường Hoa Kỳ năm 1995 cho thấy các hệ thống như vậy đã được sử dụng tại khoảng 20 tháp giải nhiệt có trụ sở tại Hoa Kỳ vào năm 1993. Báo cáo ghi lại các kết quả khác nhau, với một số hệ thống đã ngừng hoạt động vì chúng không hiệu quả trong việc kiểm soát sự phát triển của vi khuẩn, mặc dù trong các trường hợp khác, chúng được ưa thích vì chất thải tương đối an toàn và bảo trì đơn giản hơn.
Nước thải từ quá trình sục rửa cũng có khả năng gây ảnh hưởng đến môi trường do giải phóng kẽm hoặc một số chất ô nhiễm nhất định, đặc biệt là đồng và clo. Các ấn phẩm của Hiệp hội Công trình Nước Hoa Kỳ không khuyến nghị sử dụng hệ thống lọc nước bằng KDF để xử lý nước clo hóa cho nước thải sục rửa chảy ra suối.
Các nghiên cứu cũng chỉ ra rằng các tiêu chuẩn quy định cho các hệ thống có thể thay đổi rộng rãi hoặc không tồn tại tùy thuộc vào ngành và khu vực sử dụng của chúng.
- Đặc tính kháng khuẩn của đồng
- Bề mặt cảm ứng hợp kim đồng-kẽm kháng khuẩn
- Cloramine